# Ruta 2 (Uruguai)
A Ruta 2 (também conhecida em espanhol como Grito de Asencio) é uma rodovia do Uruguai que liga Rosario, e a Ruta 1, a Fray Bentos, passando pelos departamentos de Colônia, Soriano e Río Negro. Foi nomeada pela lei 15497 de 1983 em homenagem ao Grito de Ascencio, que marcou o início das primeiras ações revolucionárias contra as autoridades da Coroa espanhola no país. 8 km antes de chegar ao destino final há uma ramificação que leva até a Ponte Libertador General San Martín, na fronteira com a Argentina.